# Boulhilat
Boulhilat (orthographié aussi Boulhilet) (Ad Lacum Regium dans l’antiquité, et Lutaud durant la période coloniale), est une commune de la wilaya de Batna en Algérie.

## Géographie

### Situation
Le territoire de la commune de Boulhilat est situé au nord-est de la wilaya de Batna.
| Ouled Zouaï (wilaya d'Oum El Bouaghi) | El Harmilia (wilaya d'Oum El Bouaghi) | Aïn Kercha (wilaya d'Oum El Bouaghi)                   |
| Boumia                                | Boulhilat                             | El Fedjoudj Boughrara Saoudi (wilaya d'Oum El Bouaghi) |
| Chemora                               | Chemora                               | Chemora                                                |

### Localités de la commune
La commune de Boulhilat est composée de 8 localités :
- Aïla El Laïfa
- Boulhilet
- El Guentas
- Kaabat Essid
- M'Zini
- Ouled Balaguel
- Zekkar El Kouachia
- Zouatnia